# Arundinelleae
Arundinelleae Stapf, 1898 è una tribù di piante angiosperme monocotiledoni appartenente alla famiglia delle Poacee (o Graminaceae) e sottofamiglia Panicoideae.

## Etimologia
Il nome della tribù deriva dal genere tipo Arundinella Raddi, 1823. Arundinella è un diminutivo di Arundo in quanto le piante hanno l'aspetto di piccole canne.
Il nome scientifico della tribù è stato definito dal botanico austriaco Otto Stapf (23 marzo 1857 – 3 agosto 1933) nella pubblicazione "Flora capensis :being a systematic description of the plants of the Cape colony, Caffraria, & Port Natal (and neighbouring territories)" (Fl. Cap. 7: 314. Jul 1898.) del 1898.

## Descrizione

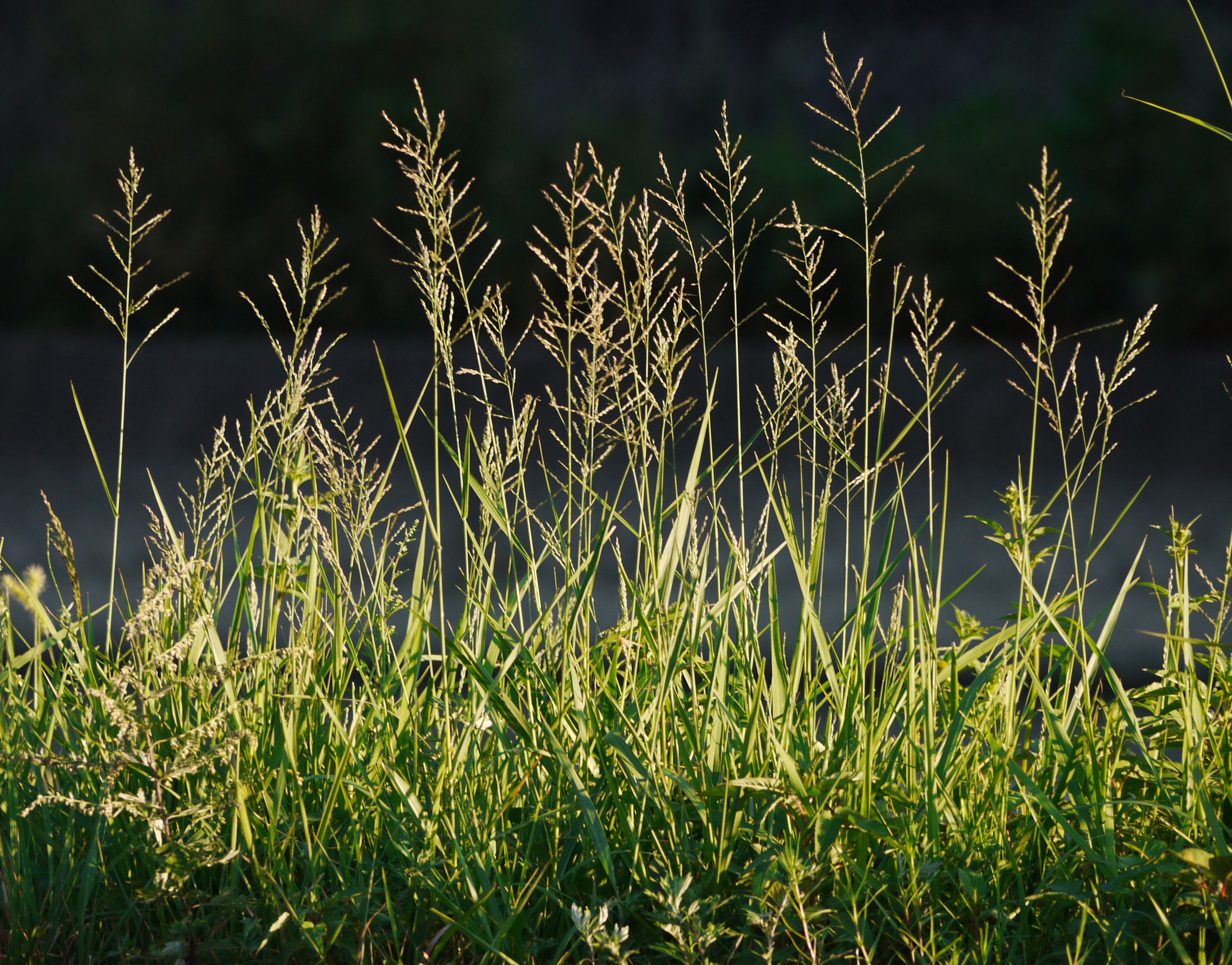
Il portamento
Arundinella hirta

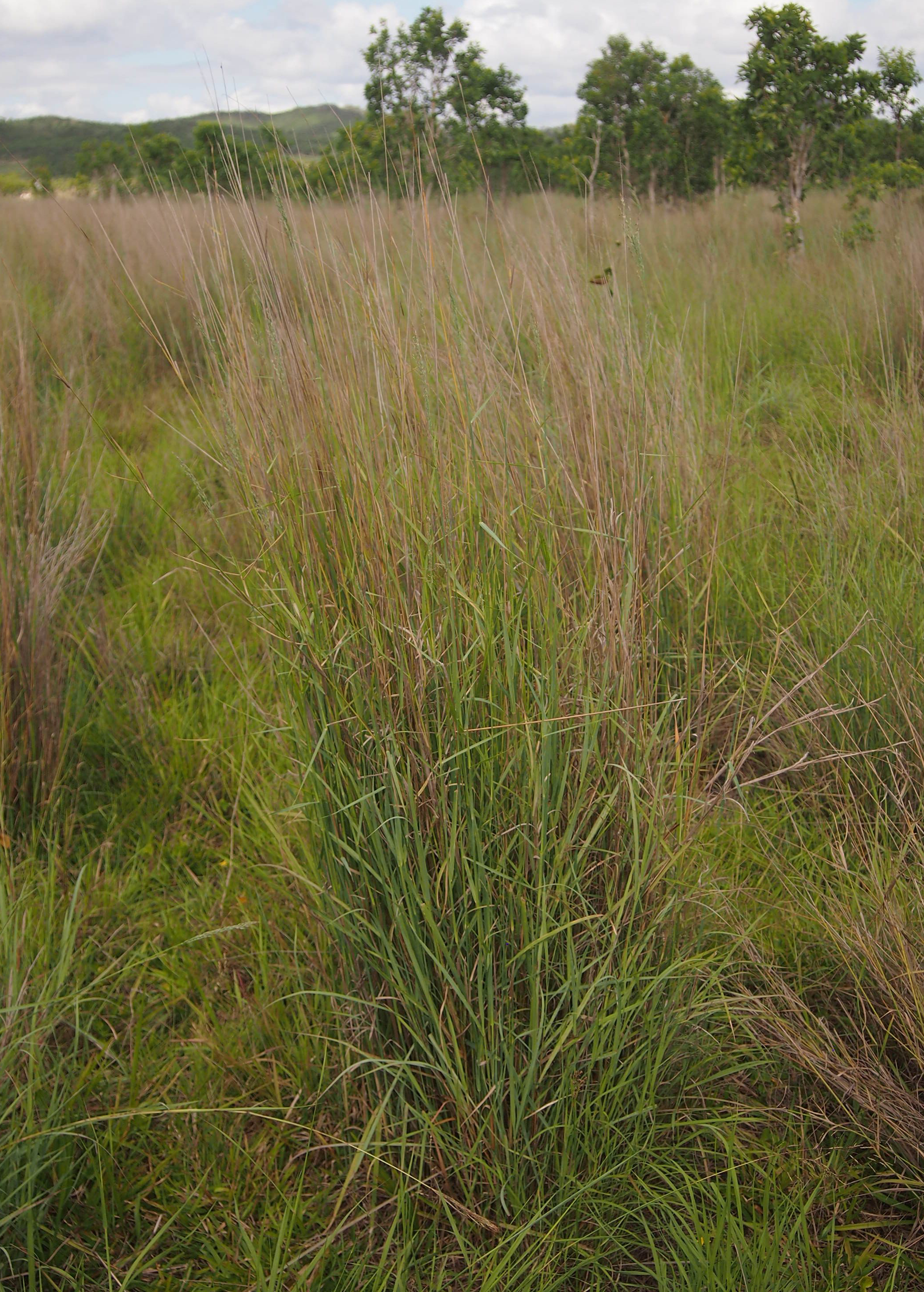
Le foglie
Arundinella nepalensis

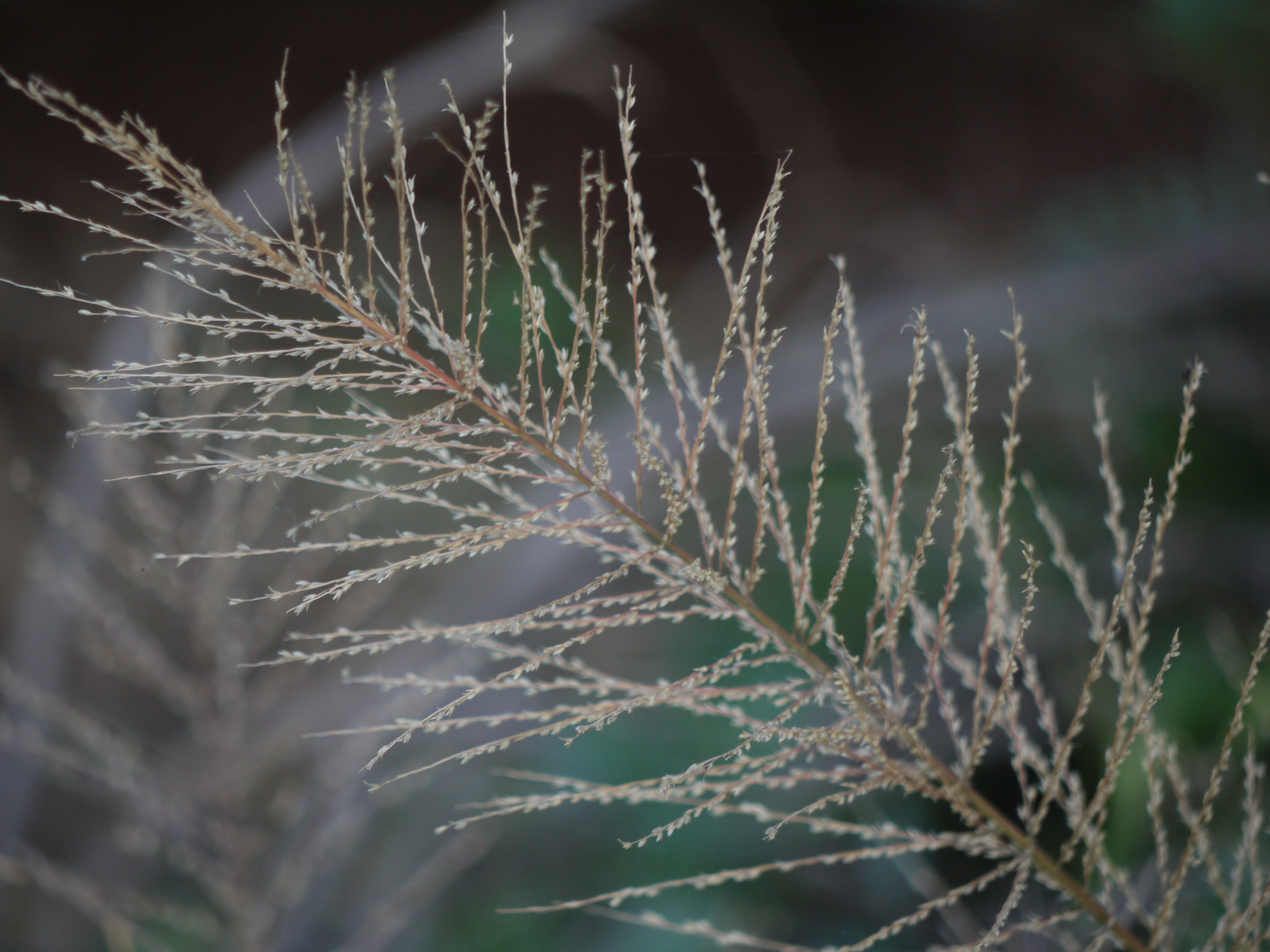
Infiorescenza
Arundinella leptochloa

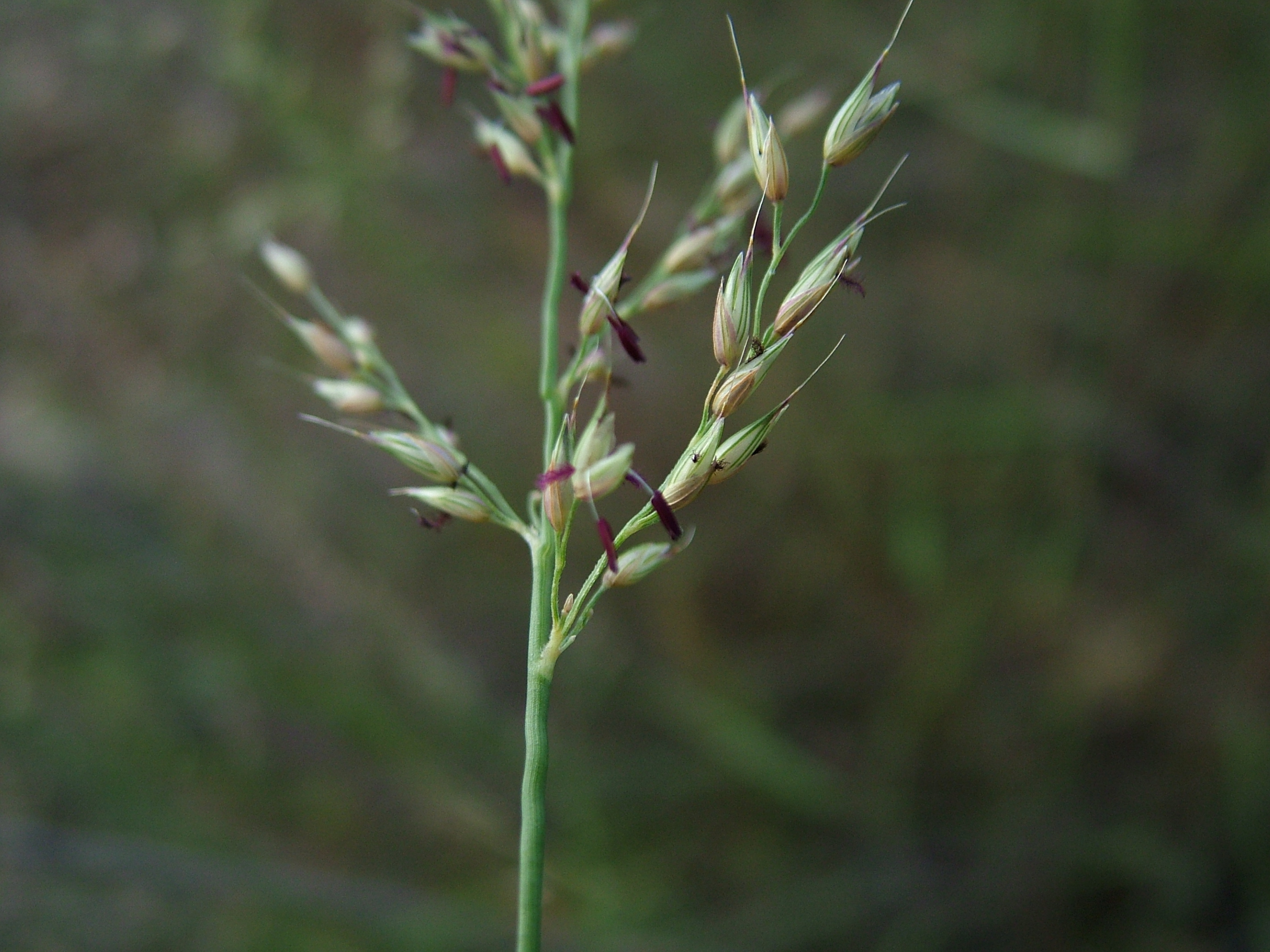
I fiori
Arundinella nepalensis

### Portamento
Il portamento delle specie di questo gruppo in genere è cespitoso, rizomatoso (in Arundinella a volte i rizomi sono squamosi) o stolonifero con cicli biologici annuali (in Jansenella) o perenni. I culmi possono essere rigidamente eretti e non ramificati, oppure deboli, genicolati e ramificati.

### Foglie
Le foglie lungo il culmo sono disposte in modo alterno, sono distiche e si originano dai vari nodi. Sono composte da una guaina, una ligula e una lamina. Le venature sono parallelinervie. Possono essere presenti dei pseudopiccioli.
- Guaina: la guaina è abbracciante il fusto; in genere è corta, membranosa, lacerata o ciliata.
- Ligula: le ligule sono membranosa; la membrana è sfrangiata (una fitta frangia di lunghi peli dietro alla base della lama); in genere le ligule sono molto corte.
- Lamina: la lamina ha delle forme generalmente da lineari a lanceolate e piatte.

### Fiori

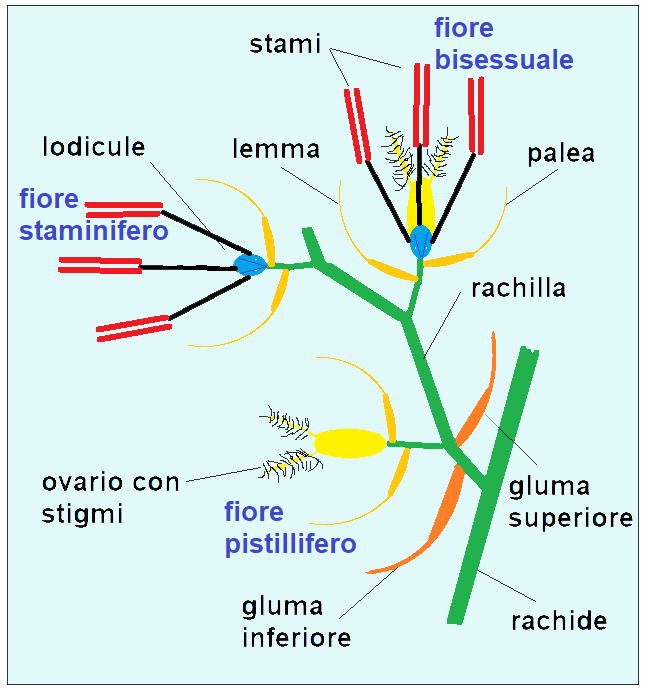
Spighetta generica con tre fiori diversi

- Infiorescenza principale (sinfiorescenza o semplicemente spiga): le infiorescenze, ascellari e terminali, in genere sono ramificate (o con rami primari non ramificati, o rami primari ramificati formanti rami di ordine superiore) e sono formate da alcune spighette accoppiate (con pedicelli disuguali brevemente connati) ed hanno la forma di una pannocchia aperta o contratta. L'asse centrale (rachide) è liscio, scabro o ispido sugli angoli. In Garnotia le spighette sono solitarie, in coppia o in gruppi di tre.
- Infiorescenza secondaria (o spighetta): le spighette, con forme da lanceolate a ovate e compresse lateralmente, sottese da due brattee distiche e strettamente sovrapposte chiamate glume (inferiore e superiore), sono formate da due fiori. Possono essere presenti dei fiori sterili (o staminati); in questo caso sono in posizione prossimale rispetto a quelli fertili. Alla base di ogni fiore sono presenti due brattee: la palea e il lemma. La disarticolazione avviene con la rottura della rachilla tra i fiori. La colorazione delle spighette può essere violacea. In Garnotia è presente un solo fiore, quello prossimale sterile assente.
- Glume: le glume, disuguali (quella superiore è lunga quanto la spighetta), sono membranose eventualmente con bordi ialini, con o senza barbe; gli apici sono acuti o mutici (l'apice della glume superiore è spesso caudato).
- Palea: la palea, eventualmente carenata (o bicarenata), è membranosa con o senza barbe. In Jansenella le chiglie sono alate.
- Lemma: il lemma, liscio e con 3 - 5 venature, è membranoso eventualmente con bordi ialini o precisi, con o senza barbe; l'apice del lemma superiore generalmente è a forma di tenda (intero o con due denti). Quello inferiore può essere persistente.

I fiori fertili sono attinomorfi formati da 3 verticilli: perianzio ridotto, androceo  e gineceo.
- Formula fiorale:[6]

*, P 2, A (1-)3(-6), G (2–3) supero, cariosside.
- Il perianzio è ridotto e formato da due lodicule, delle squame traslucide, poco visibili (forse relitto di un verticillo di 3 sepali). Le lodicule hanno una consistenza carnosa.
- L'androceo è composto da 2 - 3 stami ognuno con un breve filamento libero, una antera sagittata e due teche. Le antere sono basifisse con deiscenza laterale. Il polline è monoporato.
- Il gineceo è composto da 3-(2) carpelli connati formanti un ovario supero. L'ovario, glabro, ha un solo loculo con un solo ovulo subapicale (o quasi basale). L'ovulo è anfitropo e semianatropo e tenuinucellato o crassinucellato. Lo stilo, breve, è unico con due stigmi in genere piumosi.

### Frutti
I frutti sono del tipo cariosside, ossia sono dei piccoli chicchi indeiscenti, con forme ovoidali (o ellissoidi o oblunghe), nei quali il pericarpo è formato da una sottile parete che circonda il singolo seme. In particolare il pericarpo è fuso al seme ed è aderente. L'endocarpo non è indurito e l'ilo è puntiforme. L'embrione è provvisto quasi sempre di epiblasto ha un solo cotiledone (allungato) altamente modificato (scutello con fessura) in posizione laterale. I margini embrionali della foglia si sovrappongono.

## Biologia
Come gran parte delle Poaceae, le specie di questo genere si riproducono per impollinazione anemogama. Gli stigmi più o meno piumosi sono una caratteristica importante per catturare meglio il polline aereo. La dispersione dei semi avviene inizialmente a opera del vento (dispersione anemocora) e una volta giunti a terra grazie all'azione di insetti come le formiche (mirmecoria).

## Distribuzione e habitat
La distribuzione delle specie di questa tribù è cosmopolita-tropicale.
| Genere      | Via fotosintetica | Numero cromosomico       | Distribuzione                  |
| ----------- | ----------------- | ------------------------ | ------------------------------ |
| Arundinella | Tipo C4           | 2n = 14, 20, 28, 36 e 56 | Cosmopolita-tropicale          |
| Garnotia    | Tipo C4           | 2n = 20                  | Asia sud-orientale e Australia |
| Jansenella  | Tipo C3           | 2n = 20                  | India                          |

## Tassonomia
La famiglia delle Poacee comprende circa 800 generi e oltre 9.000 specie. È una delle famiglie più numerose e più importanti del gruppo delle monocotiledoni. La famiglia è suddivisa in 12 sottofamiglie, la tribù Arundinelleae fa parte della sottofamiglia Panicoideae.

### Generi
La tribù si compone di 3 generi con 86 specie:
- Arundinella Raddi (55 specie)
- Garnotia Brongn. (29 spp.)
- Jansenella Bor (2 spp.)

Note: in precedenti studi il genere Jansenella era descritto all'interno della tribù Tristachyideae.

### Filogenesi
All'interno della famiglia Poaceae la sottofamiglia Panicoideae appartiene al clade "PACMAD" (formato dalle sottofamiglie Aristidoideae, Arundinoideae, Micrairoideae, Danthonioideae, Chloridoideae e Panicoideae). Questo clade con il clade BEP (formato dalle sottofamiglie Ehrhartoideae, Bambusoideae e Pooideae) forma un "gruppo fratello" (il clade BEP a volte è chiamato clade "BOP" in quanto la sottofamiglia Ehrhartoideae a volte è chiamata Oryzoideae).
Il clade "PACMAD" è un gruppo fortemente supportato fin dalle prime analisi filogenetiche di tipo molecolare. Questo gruppo non ha evidenti sinapomorfie morfologiche con l'unica eccezione dell'internodo mesocotiledone allungato dell'embrione. Questo clade inoltre è caratterizzato, nella maggior parte delle piante, dal ciclo fotosintetico di tipo C4 (ma anche a volte tipo C3 in quanto ancestralmente era C3).
La sottofamiglia della tribù Arundinelleae (Panicoideae), nell'ambito del clade "PACMAD", a parte la sottofamiglia Aristidoideae in posizione "basale", forma un "gruppo fratello" con il resto delle sottofamiglie del clade. La tribù Arundinelleae, nell'ambito della sottofamiglia, appartiene alla supertribù Andropogonodae L. Liu, 1980, formata dalle tribù Paspaleae, Arundinelleae e Andropogoneae.